# Unión Internacional de Sociedades de Microbiología
 La Unión Internacional de Sociedades Microbiológicas (UISM), fundada en 1927 como la Sociedad Internacional de Microbiología, es una de las 40 uniones y asociaciones miembros del Consejo Científico Internacional (ISC, por sus siglas en inglés), y estuvo anteriormente bajo el predecesor del ISC, el Consejo Internacional para la Ciencia.
Los objetivos de la unión son promover el estudio de las ciencias microbiológicas a nivel internacional: iniciar, facilitar y coordinar las investigaciones y otras actividades científicas que entrañen una cooperación internacional; asegurar el debate y la difusión de los resultados de las conferencias, simposios y reuniones internacionales y ayudar a la publicación de sus informes; representar a las ciencias microbiológicas en la ISC y mantener el contacto con otras organizaciones internacionales. 
Entre las actividades de la UISM figuran la clasificación y nomenclatura de las bacterias, los hongos y los virus, la microbiología alimentaria, la microbiología y el diagnóstico médicos, las colecciones de cultivos, la educación y la normalización biológica. 
La IUMS tiene tres divisiones:
- Bacteriología y Microbiología Aplicada (BAM, por sus siglas en inglés)
- Micología
- Virología

Cada división tiene su propio conjunto de oficiales y objetivos. Cada división es responsable de la organización de sus propios congresos internacionales. Trabajan juntos para alcanzar el objetivo de promover la investigación y la comunicación en microbiología a nivel mundial. Además de las tres divisiones, el IUMS también realiza actividades científicas a través de lo siguiente: 
- Comités internacionales especializados (3)
- Comisiones internacionales (6)
- Federaciones internacionales (2).

La División de Virología se encarga del Comité Internacional de Taxonomía de Virus, responsable de nombrar y clasificar nuevos virus. 
La presidenta actual de la IUMS es la profesora Eliora Z. Ron de la Universidad de Tel Aviv. 